# Sophie-Scholl-Gymnasium Itzehoe
Das Sophie-Scholl-Gymnasium (SSG) ist ein Gymnasium des Kreises Steinburg (Schleswig-Holstein) in Itzehoe.
Das Gymnasium trägt seit dem Jahr 1994 den Namen der Widerstandskämpferin gegen den Nationalsozialismus, Sophie Scholl. Mit ca. 750 Schülern in 30 Klassen und 52 Lehrkräften ist es eines der größten und modernsten Gymnasien mit offener Ganztagsschule im Kreis Steinburg. Etwa die Hälfte der Schüler kommt aus dem Umland der Stadt Itzehoe. Das Sophie-Scholl-Gymnasium Itzehoe bildet regelmäßig Referendare in verschiedenen Fachrichtungen aus.

## Geschichte
Im Jahr 1969 wurde das SSG als Kreisgymnasium und als drittes Gymnasium in Itzehoe gegründet. Seit Mai 1994 trägt die Schule den Namen Sophie-Scholl-Gymnasium. Im Jahre 2019 feierte das SSG das 50-jährige Schuljubiläum und das 25-jährige Bestehen der neuen Namensgebung im Rahmen eines großen Festakts, wobei Thomas Hartnagel, Neffe von Sophie Scholl, als Ehrengast das SSG besuchte. Die Schulgemeinschaft beteiligt sich regelmäßig aktiv an Gedenkveranstaltungen des Mahnmals für die Opfer des Naziregimes und des Geschichtenbergs in Itzehoe. Seit 2022 übernimmt das SSG die Patenschaft des Mahnmals.

## Schulprogramm
Das SSG bietet als eines der wenigen Gymnasien in Schleswig-Holstein ein Physik-Profil und ein Biologie-Profil an. Zudem findet als Besonderheit der Chemieunterricht in der Mittelstufe sechsstündig statt, d. h. in den Jahrgängen 7,9 und 10 jeweils zweistündig. Seit dem Schuljahr 2023/2024 sind insgesamt vier ausgebildete Schulhunde am SSG im Einsatz, die regelmäßig die 5. Klassen zur artgerechten Kommunikation besuchen und dazu konzeptorientiert im Unterricht (beispielsweise als Schulbegleitung, bei Prüfungsangst oder in Krisensituationen) eingesetzt werden.
Mit Beginn des Schuljahres 2022/2023 werden die Jahrgänge 5–10 nach dem wieder eingeführten G9-Konzept unterrichtet.
Das SSG nimmt jährlich erfolgreich an verschiedenen Veranstaltungen und Wettbewerben wie beispielsweise Be smart – don't start, TüftelEI (1. Platz 2017), der Langen Nacht der Mathematik, Jugend debattiert und Jugend trainiert für Olympia teil. Darüber hinaus unterstützt das Sophie-Scholl-Gymnasium Begabte mit einem Enrichment-Programm.
Seit dem Schuljahr 2023/2024 bietet das SSG als eine von wenigen Schulen in Schleswig-Holstein das Schulfach Glück an, das nach einem modernen didaktischen Konzept ausgerichtet ist.

### Berufs- und Studienorientierung
Am SSG finden über das Jahr verteilt viele Maßnahmen und Angebote für Berufs- und Studienorientierung statt. Demnach bietet das SSG neben den üblichen Berufspraktika auch Besuche von Messen und Veranstaltungen an Universitäten, Online-Bewerbungstrainings sowie Informationsveranstaltungen der Agentur für Arbeit an. Das SSG und der Unternehmensverband Unterelbe-Westküste (UVUW) haben im Jahr 2019 die bisher einzigartige Kooperation in Schleswig-Holstein geschaffen, um Schülern, die kein Abitur absolvieren, berufliche Alternativen aufzuzeigen. Für den elften Jahrgang bietet das SSG neben dem üblichen Wirtschaftspraktikum auch das Stage pratique in der Partnerstadt La Couronne (Charente) an.

### DELF-Sprachzertifikat
Das SSG ist eine von 50 „DELFoption“-Schulen in Schleswig-Holstein. Schüler haben ab dem Schuljahr 2018/2019 die Möglichkeit, in der Einführungsphase der Oberstufe den schriftlichen Teil des DELF-scolaireDiploms B1 mit einem schulischen Leistungsnachweis abzudecken. Dieser ist damit zugleich eine Klassenarbeit beziehungsweise ein gleichwertiger Leistungsnachweis und die Voraussetzung für den Erwerb des offiziellen DELF-scolaire-Diploms B1. Damit können die Schüler in ihrer eigenen Schule ein international anerkanntes und lebenslang gültiges Sprachdiplom erwerben.

### Ensembles
Das SSG fördert die musikalische Bildung durch ein Orchester, einen Smart Chor und Hard Chor, sowie eine Big Band. Jedes Jahr findet in der St. Laurentii-Kirche in Itzehoe ein Weihnachtskonzert und ein Sommerkonzert des SSG statt. Durch großzügige Spenden wird es den Schülern ermöglicht, freiwillig in Kleingruppen auf den schuleigenen Musikinstrumenten zu lernen.

### Sportliche Erfolge
Das Lehrkräfte-Team des SSG war von 2016 bis 2019 dreimal Landesmeister im Lehrervolleyball in Folge. Zudem sind die Schüler jährlich erfolgreich bei Jugend trainiert für Olympia wie beispielsweise im Tennis der Mädchen (Landessieger 2018 und Siebter im Bundesfinale 2019.) 2017 wurden die Jungen Landesmeister im Fußball. Im Jahr 2019 wurde das SSG Landesmeister im Faustball.
Jährlich findet im Lehmwohld im Rahmen des Sportfestes ein Sponsorenlauf zu Gunsten von Hilfsprojekten statt. Im Jahr 2018 war dies das Kinderhilfsprojekt Arche aus Tegelhörn. Im Jahr 2022 wurden 1460 € dem Deutschen Kinderhilfswerk für geflüchtete Kinder und Jugendliche aus der Ukraine gespendet.

### Zukunftsschule.SH und Klimaneutrale Schule
Das SSG ist mehrfach im Rahmen der Initiative Zukunftsschule.SH ausgezeichnet worden. Ausgezeichnete Projekte waren u. a. das Teichprojekt, der Schülersprechtag, Junior-Schülerfirmen und zuletzt das Energie-Projekt im Jahr 2018. Seit 2019 findet im Winter regelmäßig der Warme-Pulli-Tag zur Reduzierung der Kohlenstoffdioxidemission statt. Im Rahmen des Starts des Einheitsbuddeln im Jahr 2019 hat das SSG auf dem Weg zur klimaneutralen Schule 50 Bäume auf einem Grundstück in Drage gepflanzt. Seit 2019 ist die Baumpflanz-Aktion fester Bestandteil des Nachhaltigkeitskonzepts der Schule, wobei mittlerweile schon über 20.000 Bäume unterstützt durch den Förderverein und Sponsoren gepflanzt wurden. Im Jahr 2024 nahm auch Daniel Günther, der Ministerpräsident des Landes Schleswig-Holstein, am Einheitsbuddeln teil. Der entstehende Schulwald soll als außerschulischer Lernort genutzt werden. Das SSG nimmt zudem seit Jahren aktiv und erfolgreich (2021: 1. Platz im Kreis Steinburg, 2022: 2. Platz im Kreis Steinburg mit 16 345 km) beim Stadtradeln teil.

## Gebäude und Ausstattung

### Gebäudestruktur
Das SSG verfügt über 39 Räume, elf Fachräume, eine Mensa, eine Lehrer- sowie eine Schülerbibliothek, diverse Verwaltungsräume und das Pädagogische Zentrum. Das SSG teilt sich den Standort sowie das Sportzentrum am Lehmwohld mit der Gemeinschaftsschule am Lehmwohld, mit der besonders im Hinblick auf die Oberstufe eine Kooperation besteht. Als Sportstätten stehen fünf Sporthallen am Lehmwohld, der schuleigene Sportplatz und das Schwimmzentrum in unmittelbarer Nähe zur Verfügung. Seit 2022 ist der Neubau für den „Kultur(t)Raum“, der neben neuen Kunst-, Theater- und Musikräumen auch Platz für kulturelle Angebote des Kreises Steinburg schafft, in Planung. 2023 wurde die langjährige (Beginn 2008 und 2014) Sanierung des Gebäudes beendet, sodass nun alle Räume den aktuellen Brandschutz-, Sicherheits- und Energierichtlinien entsprechen. In diesem Zusammenhang wurden die naturwissenschaftlichen Fachräume in einem neuen Raumkonzept strukturiert. Das SSG ist damit die modernste Schule im Kreis Steinburg und ein Beispiel für die gelungene Umsetzung der Digitalisierung in Schule. Mit dem Pädagogischen Zentrum (PZ) steht auch wieder eine der größten Veranstaltungsflächen in Steinburg zur Verfügung (Einweihung November 2023). Im August 2024 wurde der Eingangsbereich mit einem vom Förderverein gespendeten großflächigen Graffito von Philipp Kabbe verziert.
Das SSG besitzt zehn Kanadier, die für Klassenausflüge genutzt werden können und bei den Itzehoer Wasser-Wanderern e.V. untergebracht sind.

### Digitale Medien
Seit dem Jahr 2016 verbindet IServ als Schulserver alle Mitglieder des SSG kommunikativ miteinander. Seit dem Jahr 2020 ist die gesamte Schule mit LAN- und WLAN-Abdeckung ausgestattet. Für den Unterricht stehen zwei Sätze Ipad Tablets mit jeweils 30 Geräten und 120 Notebooks zur Verfügung. Zudem sind zwei Computerräume mit je 16 Arbeitsplätzen vorhanden. Alle Klassen- und alle Fachräume sind mit Activboards sowie Präsentationshardware ausgestattet, sodass es keine Kreidetafeln mehr gibt.

### SV-Raum
Die Gestaltung und Einrichtung des Schülervertretungsraums erfolgt in der Regel durch die Schülervertretung selbst, um eine angenehme Arbeitsatmosphäre zu schaffen. Der eigene Raum ist auch ein Zeichen für die Wichtigkeit und Bedeutung von Schülerbeteiligung und -engagement an der Schule.

## Schüleraustausch, Erasmus+-Schule und Schulpartnerschaft
Es findet ein Schüleraustausch mit zwei Partnerschulen in Frankreich (Sainte-Pazanne und Pornic) und mit einer Partnerschule in Polen (Stettin) statt. Ein Schüleraustausch der 8. Klassen mit einer griechischen Schule, dem 2. Gymnasium Eleftherio-Kordelio in Thessaloniki, findet seit Dezember 2019 erstmals statt. Seit 2021 findet ein vierwöchiger Schüleraustausch mit einer Schule im italienischen Bergamo statt. Alle europäischen Austausche werden seit 2023 durch das Erasmus-Programm gefördert. Des Weiteren besuchen das SSG jedes Jahr zahlreiche Schüler, die eigenständig oder über Schüleraustauschprogramme an einem Austausch teilnehmen. Seit September 2012 findet ein Lehreraustausch mit der Leguruki-Secondary-School in Tansania statt. Im Jahr 2024 fand erstmals ein Schüleraustausch mit der deutschen Schule in Qingdao statt.

## Ehemalige
Lehrkräfte
- Alexander Ritter (* 15. Februar 1939 in Guben; † 3. Oktober 2021) war ein deutscher Germanist.

Schüler
- Ulf Lassen (* 1960) ist ein deutscher Finanzwissenschaftler.
- Andreas Wendemuth (* 1963) ist ein deutscher Universitätsprofessor für das Lehrgebiet Kognitive Systeme an der Otto-von-Guericke-Universität Magdeburg.
- Marianne Boskamp (* 1966) ist eine deutsche Pharmaunternehmerin und erfolgreiche Familienunternehmerin.[61]
- Moritz Neumeier (* 1988) ist ein deutscher Stand-up-Comedian.[62]
- Nicholas Turley (* 1995) ist ein deutscher Produktmanager für ChatGPT bei OpenAI.[63][64][65]
- Moritz Maaß (* 2000) ist ein deutscher Radiomoderator (2021–2024 bei Radio Schleswig-Holstein) und ab dem Jahr 2024 bei Radio Hamburg.[66][67]
- Tessa Johanna Brockmann (* 2005) ist eine deutsche Profi-WTA-Tennisspielerin (Weltranglisten-Platz 618, Stand: 9. Dezember 2024).[68][69][70][71]
- Shmavon Hovhannisyan (* 2008) ist deutscher Meister im Boxen U15 des Jahres 2022.[72][73]
- Leni Schramm-Bünning (* 2009) ist eine deutsche U16-Basketball-Nationalspielerin.[74]